# Monaco (Bebida)
O Monaco é um drink ou coquetel, à base de Cerveja Pilsen, soda limonada ou limonada, e de  granadina

## História
Esse coquetel leve e refrescante é uma bebida conhecida e consumida essencialmente na França, mas também na Suiça e na Bélgica, onde é chamada de Tango. Ela pode ser encontrada em muitos cafés e bares franceses, onde é um clássico, de baixo custo, e sobretudo no verão.

## Preparo
Para se preparar o Monaco utiliza-se um copo do tipo tulipa. Coloca-se o granadina no fundo (cerca de uma colher de sopa), seguido de um terço da tulipa com soda limonada e completa-se o restante com cerveja pilsen. Deve-se servir bem gelada. Existe um outro coquetel que chama-se Panaché, mas que baseia-se apenas na mistura da cerveja pilsen com a limonada, sem a adição da groselha. 

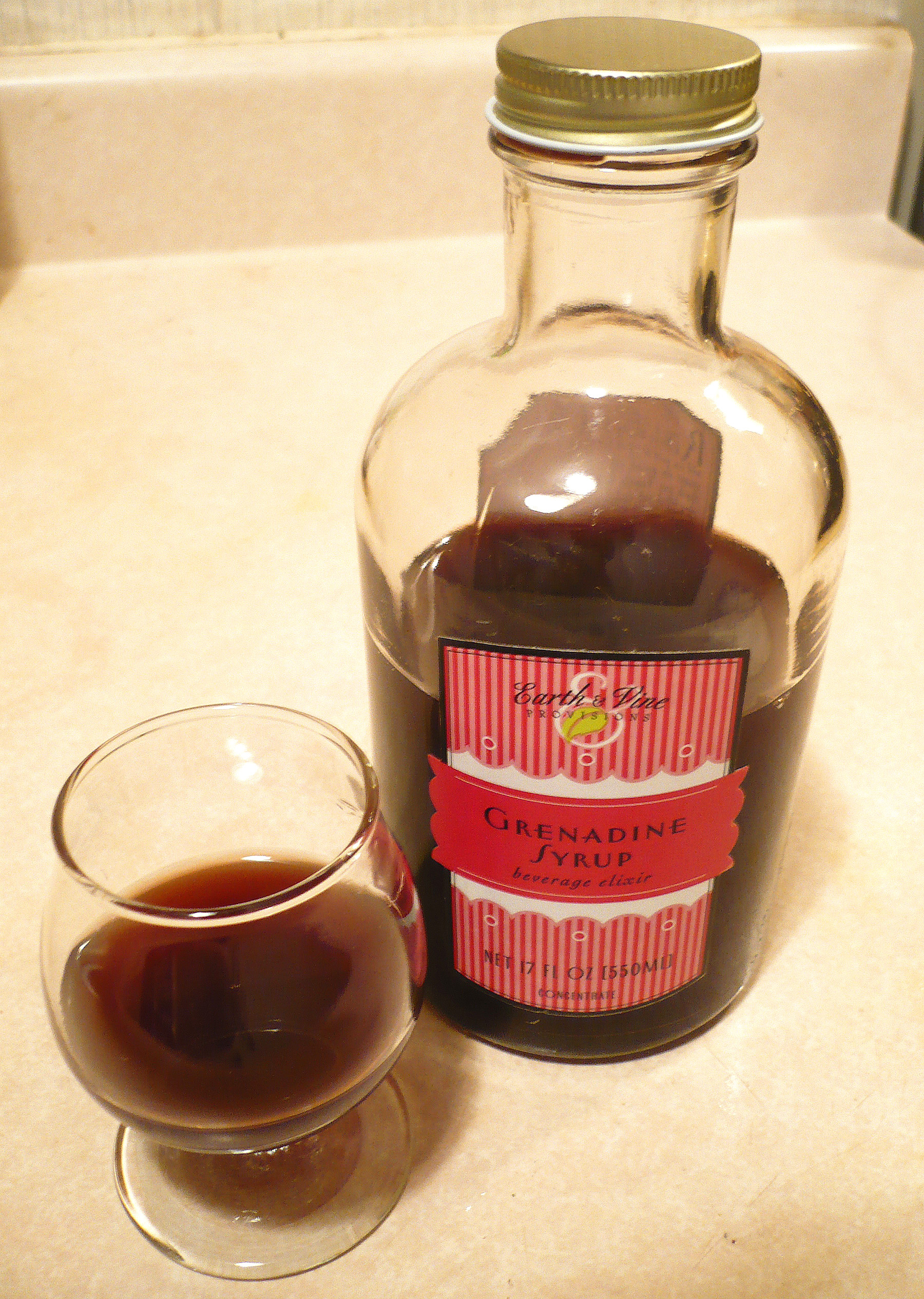
Granadina, o ingrediente responsável pela cor do drink